# عماد (اسم)
عماد هو اسم علم شخصي مذكر عربي معناه الدعم أو البناء العالي وهو من الأسماء المنتشرة عند الذكور في العالم العربي.

## الشخصيات
- عماد محمد لاعب كرة قدم عراقي
- عماد خليلي لاعب كرة قدم سويدي من أل فلسطيني
- عماد البيتم مخرج فلسطيني
- عماد عقل ناشط فلسطيني في حركة حماس
- عماد فايز مغنية ناشط إسلامي لبناني
- عماد حمدي ممثل مصري
- عماد متعب لاعب كرة قدم مصري
- عماد الدين زنكي حاكم مسلم في بلاد الشام
- عماد أبو غازي سياسي مصري
- عماد الحوسني لاعب كرة قدم عُماني
- عماد البهات مخرج مصري
- عماد الطرابلسي رجل أعمال وسياسي تونسي
- عماد الدين الأصفهاني مؤرخ سوري
- عماد بن يونس لاعب كرة قدم تونسي
- عماد حجاج رسام كاريكاتير أردني
- عماد زعترة لاعب كرة قدم فلسطيني
- عماد فغالي، ممثل وممثل صوت لبناني
- عماد مغنية، قائد في حزب الله